# Ein leichtes Mädchen
Ein leichtes Mädchen ist ein französischer Spielfilm von Rebecca Zlotowski aus dem Jahr 2019.

## Handlung
Naïma lebt in Cannes, ist gerade 16 geworden und noch unschlüssig, was sie einmal werden will. Ihre Mutter arbeitet in einem Hotel und würde es gerne sehen, wenn ihre Tochter eine Lehre als Köchin begänne. Naïma träumt davon, Schauspielerin zu werden, auch wenn sie dabei nur ein stückweit ihrem guten Freund Dodo nacheifert. Mit ihm übt sie in der Freizeit Texte, da sie bald an einem Casting teilnehmen werden.
Überraschend erhält Naïma Besuch von ihrer sechs Jahre älteren Cousine Sofia, die in Paris lebt und vor Kurzem ihre Mutter verloren hat. Sofia liebt den Luxus und kann ihn sich leisten, auch wenn Naïma nicht weiß, welcher Arbeit sie nachgeht. Naïma schenkt sie zum Geburtstag eine Tasche von Chanel. Gemeinsam gehen sie am Hafen entlang und sonnen sich später am Strand. Hier flirtet Sofia offensiv mit einem jungen Mann, der sie und Naïma später wütend als Schlampen beschimpft – eine Beleidigung, die für Sofia keine Bedeutung hat, da sie nicht die Liebe, sondern den Kick sucht. Sie will selbstbestimmt leben.
Am Abend treffen Sofia und Naïma auf die deutlich älteren Männer Philippe und Andres. Andres ist einer der reichsten Sammler Brasiliens und Yachtbesitzer. Er flirtet mit Sofia und nimmt sie und Naïma mit auf seine Yacht. Philippe ist Andres’ Mitarbeiter und hat die Aufgabe, dessen Sammlung zu vergrößern. Er hält sich zurück und versorgt Naïma, die von Sofia alleingelassen wird. Während Naïma die Nacht auf der Couch schläft, vergnügt sich Sofia mit Andres. Der revanchiert sich und lässt Sofia auf seine Kosten beim Juwelier einkaufen. Naïma ist von Sofias ungezwungener Art sowohl abgestoßen als auch fasziniert. Sie wäre gern eine „gefährliche Frau“, wie Philippe es nennt, ist dafür aber zu brav und schüchtern.
Nach zwei Tagen meldet sich Andres über das Handy bei Sofia und lädt sie und Naïma mit anderen Freunden zum Essen ein. Auf die Yacht darf anschließend nur Sofia der Gruppe folgen. Sie bittet Naïma, ihr am nächsten Tag einige Sachen auf die Yacht zu bringen, da die Gruppe einen Ausflug unternehmen will. Zu dem ist auch Naïma wieder eingeladen und sie nimmt teil, auch wenn sie dafür das Casting mit Dodo verpasst. Der Ausflug führt nach Italien zu Philippes Freundin Calypso, die sich über die scheinbar naive Sofia lustig machen will, von der jedoch Contra erhält. Auf der Rückfahrt schlafen Sofia und Andres miteinander, während Philippe Naïmas zaghafte Flirterei zurückweist: Sie sei noch ein Kind. In der Nacht erwacht Naïma auf der Yacht – sie und Sofia werden von Bord geworfen, da Andres sie beschuldigt, eines seiner Sammlerstücke entwendet zu haben. Naïma ist empört, doch reagiert Sofia relativ gefasst. Es zeigt sich, dass nichts gestohlen wurde, sondern Andres nur einen Vorwand gesucht hat, seine Kurzzeitbeziehung Sofia loszuwerden. Naïma verbringt die Nacht in einem Club und söhnt sich mit Dodo aus, der auch ohne sie beim Casting erfolgreich war. Sofia jedoch verschwindet so plötzlich aus Cannes, wie sie gekommen war. Naïma, die im Spätsommer eine Ausbildung im Hotel beginnt, erfährt per Mail, dass Sofia nach London gezogen und dort glücklich ist.

## Produktion
Ein leichtes Mädchen war der vierte Spielfilm, bei dem Rebecca Zlotowski Regie führte. Als Inspiration diente ihr ein in der ersten Person geschriebener Artikel über zwei verheiratete Männer und zwei junge Frauen, die einige Zeit gemeinsam auf einer Yacht an der Côte d’Azur verbrachten. Zlotowski besetzte in der Rolle der Sofia das frühere Callgirl Zahia Dehar, das 2010 in die „Affaire Zahia“ mit Fußballern wie Franck Ribéry verwickelt war. Zlotowski war von Dehars Geschichte fasziniert und nahm Kontakt zu ihr auf, nachdem Dehar eines ihrer Postings auf Instagram gelikt hatte.
Das Drehbuch zum Film schrieb Zlotowski innerhalb von drei Wochen. Die Dreharbeiten fanden 2018 in Cannes, Nizza und Saint-Jean-Cap-Ferrat statt. Die Szenen bei Calypso wurden im Juli 2018 zwei Tage lang im Garten Domaine du Rayol gedreht, darunter im Bereich Südamerika, Neuseeland, im Maison de la Plage und der Villa Rayolet. Die Kostüme schuf Isabelle Kerbec, die Filmbauten stammen von Rozenn Le Gloahec.
Ein leichtes Mädchen erlebte am 20. Mai 2019 im Rahmen der Quinzaine des réalisateurs der Internationalen Filmfestspiele von Cannes seine Premiere. Er lief am 28. August 2019 in den französischen Kinos an und kam am 12. September 2019 auch in die deutschen Kinos.

## Auszeichnungen
Ein leichtes Mädchen gewann den Prix SACD der Internationalen Filmfestspiele von Cannes 2019. Rebecca Zlotowski wurde 2019 für den Prix Louis Delluc für den Besten Film nominiert. Auf dem Filmfest München erhielt Ein leichtes Mädchen eine Nominierung für den ARRI/Osram Award als Bester internationaler Film.